# Eustala mourei
Eustala mourei är en spindelart som beskrevs av Cândido Firmino de Mello-Leitão 1947. Eustala mourei ingår i släktet Eustala och familjen hjulspindlar. Inga underarter finns listade i Catalogue of Life.